# Andrej Rutar
Andrej Rutar (Tolmino, 24 novembre 1987) è un ex giocatore di calcio a 5 sloveno.

## Carriera
Rutar ha fatto parte della Slovenia Under-21 che, nel 2008, prese parte al campionato europeo di categoria.